# 苇河站
苇河站，位于中华人民共和国黑龙江省哈尔滨市尚志市苇河镇，是滨绥铁路、苇亚铁路上的火车站，建于1899年，由哈尔滨铁路局管辖。

## 車站周邊
- 苇河镇中心学校新曙光校区
- 中国邮政储蓄银行中心路支行
- 苇河镇人民政府
- 苇河中心医院
- 中国联通苇河营业厅
- 中国农业银行苇河镇支行

## 外部連結
- 中国铁路客户服务中心 （页面存档备份，存于）